# 21. korpus (Kopenska vojska ZDA)
Za druge 21. korpuse glejte 21. korpus.
21. korpus (izvirno angleško XXI Corps) je bil korpus Kopenske vojske Združenih držav Amerike.